# Grace Van Patten
Grace Van Patten (Nova York, 21 de novembre de 1996) és una actriu estatunidenca. És coneguda pel seu paper de Lucy Albright a la sèrie Hulu Tell Me Lies (2022).

## Biografia
Van Patten va néixer a Nova York. És filla del director Tim Van Patten i neboda dels actors Joyce Van Patten i Dick Van Patten.

## Filmografia
| Any  | Títol                             | Paper             | Notes                       |
| ---- | --------------------------------- | ----------------- | --------------------------- |
| 2006 | The Sopranos                      | Ally Pontecorvo   | 2 episodis                  |
| 2013 | Law & Order: Special Victims Unit | Jodie Lanier      | Episodi: "October Surprise" |
| 2014 | Boardwalk Empire                  | Ruth Lindsay      | Episodi: "Cuanto"           |
| 2015 | Stealing Cars                     | Maggie Wyatt      |                             |
| 2016 | Tramps                            | Ellie             |                             |
| 2017 | Central Park                      | Leyla             |                             |
| 2017 | The Meyerowitz Stories            | Eliza Meyerowitz  |                             |
| 2017 | The Wilde Wedding                 | Mackenzie Darling |                             |
| 2018 | Under the Silver Lake             | Balloon girl      |                             |
| 2018 | Maniac                            | Olivia Meadows    | 3 episodis                  |
| 2019 | Good Posture                      | Lilian            |                             |
| 2020 | The Violent Heart                 | Cassie            |                             |
| 2021 | Mayday                            | Ana               |                             |
| 2021 | Nine Perfect Strangers            | Zoe               | Repartiment principal       |
| 2022 | Tell Me Lies                      | Lucy Albright     | Repartiment principal       |